# Maira willistoni
Maira willistoni là một loài ruồi trong họ Asilidae. Maira willistoni được Curran miêu tả năm 1936. Loài này phân bố ở miền Australasia.